# Vierbuchermühle
Vierbuchermühle ist eine Ortschaft in der Stadt Waldbröl im Oberbergischen Kreis im südlichen Nordrhein-Westfalen (Deutschland) innerhalb des Regierungsbezirks Köln.

## Lage und Beschreibung
Der Ort liegt rund acht Kilometer südöstlich des Stadtzentrums.

## Geschichte
Der Ort wurde im Jahr 1576 im „Verzeichnis der Mühlen in der Herrschaft Homburg“ das erste Mal urkundlich erwähnt. Schreibweise der Erstnennung war Mühle zu Vierbuchen.

## Veranstaltungen
Alljährlich findet Ende September das große Oktoberfestwochenende auf dem Festplatz in Vierbuchermühle statt. Besondere Tradition hat dabei der Samstag mit Festspielen, zu denen zahlreiche Theken- und Hobbymannschaften aus dem Oberbergischen Kreis anreisen, um sich bei diversen Geschicklichkeits- und Kraftspielen zu messen.

## Freizeit

### Wander- und Radwege
Von Vierbuchermühle gehen folgende Wanderwege aus:
| Rund-/Wanderweg | Wegzeichen | Wegstrecke                                                                           | Weglänge |
| Rundwanderweg   | A1         | Vierbuchermühle – nördlich Vierbuchen – Vierbuchermühle                              | 1,7 km   |
| Rundwanderweg   | A2         | Vierbuchermühle – nördlich Helzen – Vierbuchen – südlich Erblingen – Vierbuchermühle | 4,8 km   |
| Rundwanderweg   | A3         | Vierbuchermühle – Wehn – Hochwald – westlich Diepenthal – Vierbuchermühle            | 3,4 km   |
| Rundwanderweg   | A4         | Vierbuchermühle – Wehn – Helten – Bettenhagen – nördlich Helzen – Vierbuchermühle    | 5,1 km   |